# 元光 (漢)
元光（げんこう）は、中国、前漢の武帝の治世に用いられた第2の元号（紀元前134年 - 紀元前129年）。
元々は単に元年・2年・3年とだけされていたが、後に各年代に名称を付けることが建議され、さかのぼって、この年代は彗星が出現したことから「元光」と名付けられた。

## 出来事
- 元年
  - 11月：孝廉を実施。
  - 董仲舒が賢良文学の士として採用される。
- 2年：匈奴に対して馬邑の役（中国語版）を起こすも失敗。
- 5年
  - 正月：河間王の劉徳薨去
  - 7月：皇后陳氏を廃立。
- 6年：衛青の第一次匈奴遠征。

## 西暦との対照表
| 元光 | 元年    | 2年     | 3年     | 4年     | 5年     | 6年     |
| 西暦 | 前134年 | 前133年 | 前132年 | 前131年 | 前130年 | 前129年 |
| 干支 | 丁未    | 戊申    | 己酉    | 庚戌    | 辛亥    | 壬子    |